# Géczi József Alajos
Géczi József Alajos (Kiskunmajsa, 1950. február 21. – 2023. június) magyar politikus, politológus, országgyűlési képviselő, egyetemi adjunktus.
Kutatási területe a XIX. századi szocialisták jövőképe, a szakszervezetek a létező szocializmusban, valamint a sztálini modell vizsgálata.

## Életpályája

### Iskolái
Az általános iskolát Kiskunmajsa-Ötfán és Felső-Balotán tanyai iskolában, majd Pusztamérgesen végezte el. 1968-ban érettségizett a szegedi Radnóti Miklós Kísérleti Gimnáziumban. 1971–1976 között a József Attila Tudományegyetem Jogtudományi Karán tanult. 1976–1979 között az Eötvös Loránd Tudományegyetem Bölcsészettudományi Kar tudományos szocializmus szakán végzett. 

### Pályafutása
1970–1971 között Kecskeméten autóvillamossági műszerészként dolgozott. 1970–1971 között – előfelvételisként – Kalocsán teljesített sorkatonai szolgálatot. 1976–1982 között a József Attila Tudományegyetem tudományos szocializmus tanszékén tanársegéd, 1982-től adjunktus volt. 1987-től a politikaelméleti és jelemkortörténeti tanszék és a Jogtudományi Kar politológiai tanszékének munkatársa volt.

### Politikai pályafutása
1975–1989 között az MSZMP tagja volt. 1988-ban a reformköri mozgalom egyik alapítója volt. 1989-ben a Demokratikus Magyarországért Mozgalom ügyvivője volt. 1989-től az MSZP tagja volt. 1989–1994 között az MSZP elnökségi tagja volt. 1990-ben országgyűlési képviselőjelölt volt. 1991–2010 között országgyűlési képviselő (1991–1994: Országos; 1994–1998: Szeged; 1998–2002: Országos; 2006–2010: Csongrád megye) volt. 1992–1994 között a Mezőgazdasági bizottság tagja volt. 1994–1998 között, valamint 2002–2010 között a Mentelmi, összeférhetetlenségi és mandátumvizsgáló bizottság elnöke, 1998–2002 között alelnöke volt. 1998–2002 között az Európai integrációs albizottság elnöke volt. 2002–2003 között az Önkormányzati bizottság tagja volt. 2004-től a miniszterelnök vidékpolitikai tanácsadó testületének elnöke volt. 2004–2005 között az MSZP frakcióvezető-helyettese is volt. 2005–2006 között az Emberi jogi, kisebbségi és vallásügyi bizottság tagja volt. 2006-ban a Nemzetbiztonsági bizottság tagja volt.

## Családja
Szülei Géczi Alajos Péter (1914–1986) és Tóth Nagy Eszter (1922–2010) voltak. 1975-ben házasságot kötött Vizi Ilonával. Két fiuk született: József (1976–) és Balázs (1978–).

## Művei
- Rendszerváltók a baloldalon (Ágh Attilával)

## Díjai
- Pru Urbe Szeged (2020)[4][5]